# Cheyenne Loch
Cheyenne Loch (ur. 14 sierpnia 1994 w Riva del Garda) – niemiecka snowboardzistka specjalizująca się w slalomie i gigancie równoległym. W 2011 roku zdobyła srebrny medal w slalomie i brązowy w gigancie równoległym podczas mistrzostw świata juniorów w Valmalenco. Następnie była trzecia w slalomie na mistrzostwach świata juniorów w Sierra Nevada w 2013 roku i druga w tej konkurencji na rozgrywanych rok później mistrzostwach świata juniorów w Erzurum. Dwa kolejne medale zdobyła podczas mistrzostw świata juniorów w Valmalenco w 2014 roku, gdzie w obu konkurencjach była trzecia. W 2015 roku wzięła udział w mistrzostwach świata w Kreischbergu, gdzie zajęła 29. miejsce w gigancie równoległym. Najlepsze wyniki w Pucharze Świata osiągnęła w sezonie 2020/2021, kiedy to zajęła piąte miejsce w klasyfikacji generalnej PAR oraz PGS. Nie startowała na igrzyskach olimpijskich.

## Osiągnięcia

### Mistrzostwa świata
| Miejsce | Dzień       | Rok  | Miejscowość   | Konkurencja                 | Zwyciężczyni      |
| ------- | ----------- | ---- | ------------- | --------------------------- | ----------------- |
| 29.     | 23 stycznia | 2015 | Kreischberg   | Gigant równoległy           | Claudia Riegler   |
| 4.      | 15 marca    | 2017 | Sierra Nevada | Slalom równoległy           | Daniela Ulbing    |
| 15.     | 16 marca    | 2017 | Sierra Nevada | Gigant równoległy           | Ester Ledecká     |
| 21.     | 4 lutego    | 2019 | Park City     | Gigant równoległy           | Selina Jörg       |
| 9.      | 5 lutego    | 2019 | Park City     | Slalom równoległy           | Julie Zogg        |
| 6.      | 1 marca     | 2021 | Rogla         | Gigant równoległy           | Selina Jörg       |
| 5.      | 2 marca     | 2021 | Rogla         | Slalom równoległy           | Sofija Nadyrszyna |
| DSQ     | 19 lutego   | 2023 | Bakuriani     | Gigant równoległy           | Tsubaki Miki      |
| 5.      | 21 lutego   | 2023 | Bakuriani     | Slalom równoległy           | Julie Zogg        |
| 11.     | 22 lutego   | 2023 | Bakuriani     | Slalom równoległy drużynowo | Włochy 2          |

### Puchar Świata

#### Miejsca w klasyfikacji generalnej PAR
- sezon 2010/2011: 65.
- sezon 2011/2012: 44.
- sezon 2012/2013: 218.
- sezon 2013/2014: 206.
- sezon 2014/2015: 27.
- sezon 2015/2016: 13.
- sezon 2016/2017: 24.
- sezon 2017/2018: 25.
- sezon 2018/2019: 7.
- sezon 2019/2020: –
- sezon 2020/2021: 4.
- sezon 2022/2023: 11.
- sezon 2023/2024: 14.

#### Miejsca na podium w zawodach
1. Cortina d’Ampezzo – 19 grudnia 2015 (slalom równoległy) – 3. miejsce
2. Rogla – 19 stycznia 2019 (gigant równoległy) – 3. miejsce
3. Scuol – 9 marca 2019 (gigant równoległy) – 3. miejsce
4. Bad Gastein – 12 stycznia 2021 (slalom równoległy) – 2. miejsce
5. Bannoje – 6 lutego 2021 (gigant równoległy) – 2. miejsce
6. Bannoje – 7 lutego 2021 (slalom równoległy) – 2. miejsce
7. Berchtesgaden – 18 marca 2023 (slalom równoległy) – 3. miejsce